# Mumfords kompakthetssats
Inom matematiken är Mumfords kompakthetssats ett resultat som säger att rummet av kompakta Riemannytor av fixerat genus g > 1 utan slutna geodeser av längd mindre än något fixerat ε > 0 i Poincarémetriken är kompakt. Den bevisades av David Mumford (1971) som en konsekvens av en sats om kompaktheten av diskreta delgrupper av halvenkla Liegrupper som generaliserar Mahlers kompakthetssats.